# رامون لويس نيفيس
رامون لويس نيفيس هو سياسي أمريكي، ولد في 13 يونيو 1975 في سان خوان في الولايات المتحدة. نشط حزبياً في Popular Democratic Party (Puerto Rico) ‏. وقد انتخب عضو مجلس بويرتو ريكو ‏.